# جيم دوركين
جيم دوركين (بالإنجليزية: Jim Durkin)‏ هو محامي وسياسي أمريكي، ولد في 28 يناير 1961 في وست تشتر في الولايات المتحدة. حزبياً، نشط في الحزب الجمهوري. وقد انتخب عضو مجلس نواب إلينوي.